# Il trovatore (film)
Il trovatore è un film del 1949 diretto da Carmine Gallone. 
Trasposizione cinematografica dell'omonima opera lirica di Giuseppe Verdi.

## Trama
Azucena, figlia di una zingara bruciata sul rogo, per vendicarsi rapisce uno dei figli del Conte di Luna e lo alleva in segreto come suo.
Diventato giovane, Manrico s'innamora della bella Leonora, già promessa sposa al conte Luna (un ignaro fratello di Manrico), che appena lo scopre si batte a duello con Manrico.
Questi riesce a fuggire, ma si fa catturare nel tentativo di liberare Azucena dal rogo, e viene condannato a morte.
Leonora per la disperazione si uccide, a quel punto Azucena, rimessa in libertà, racconta al Conte tutta la storia.